# Grip Inc.
Grip Inc. byla americká groove metalová kapela, kterou založil v roce 1993 v Los Angeles Dave Lombardo, bývalý bubeník thrash metalové legendy Slayer. Rok spolupracoval s kytaristou Bobby Gustafsonem (ex-Overkill) a baskytaristou Mikem Starrem (ex-Alice in Chains), ale oba muzikanti nakonec odešli kvůli rozdílným názorům. Lombardo navázal dlouholetou spolupráci s polsko-německým kytaristou a producentem Waldemarem Sorychtou (ex-Despair, Voodoocult) a britským zpěvákem Gusem Chambersem.

Původně zněl název kapely pouze Grip, nicméně ve Spojených státech již existovala hudební skupina shodného názvu a kvůli tomu hrozily soudní pře. Lombardo a spol. tedy ke jménu přidali ještě zkratku Inc. (znamená Incorporated).
Debutové studiové album s názvem Power of Inner Strength vyšlo v roce 1995.
| „                                                                                   | Většina lidí v hudebním byznysu definuje úspěch klasickým materialistickým způsobem – prodejnost, peníze. Když se ohlédnu zpět, jsem ve své duši se vším, co Grip Inc. udělali, nadmíru spokojen. Jenom my sami víme nejlépe, co chceme a nemá cenu nás nutit dívat se na současné trendy. Zůstaneme sví. | “ |
| — Waldemar Sorychta, producent a kytarista kapely, rok 1999 po vydání alba Solidify | |   |

Kapela se rozpadla v roce 2006, zanechala po sobě celkem čtyři dlouhohrající desky.

## Diskografie
Dema
- Demo '95 (1995)

Studiová alba
- Power of Inner Strength (1995)[4]
- Nemesis (1997)
- Solidify (1999)
- Incorporated (2004)

EP
- Hostage to Heaven (2015) – obsahuje 3 dosud nevydané skladby plus alternativní verzi skladby Hostage To Heaven.

Singly
- Ostracized (1995)
- Griefless (1999)

Box sety
- 2 Originals of Grip Inc. (Power of Inner Strength + Nemesis) (2001)
- 2 Originals of Grip Inc. (Solidify + Incorporated) (2008)